# Ligne du Nizan à Luxey
La ligne de Nizan à Luxey est une ligne ferroviaire française désaffectée qui faisait partie de l'ancien réseau d'intérêt local du département de la Gironde, Elle était constitué d'une voie unique à écartement standard, comportant un tronçon situé dans le département des Landes.
Mise en service par sections de 1873 à 1886, elle est fermée dans son intégralité en 1978.

## Histoire

### Origine: Nizan à Saint-Symphorien
Suivant la convention du 15 décembre 1869, le chemin de fer d'intérêt local de Nizan à Saint-Symphorien est déclaré d'utilité publique et concédé à messieurs Faugère et Bernard par un décret impérial du 27 avril 1870. Constitué en société en nom collectif les concessionnaires débutent les travaux avant de faire évoluer le statut de leur entreprise en société anonyme.  dénommée Compagnie du chemin de fer d'intérêt local de Nizan à Saint Symphorien.
La ligne est ouverte à l'exploitation le 2 janvier 1873. Longue de 17,505 km, elle est à voie unique avec un écartement standard (1,435 m). Elle débute à la gare du Nizan, où elle se détache vers la droite de la ligne de Langon à Bazas de la Compagnie des chemins de fer du Midi, elle dispose de deux stations intermédiaires à Uzeste et Villandraut et deux haltes avant d'arriver à son terminus provisoire de Saint Symphorien.

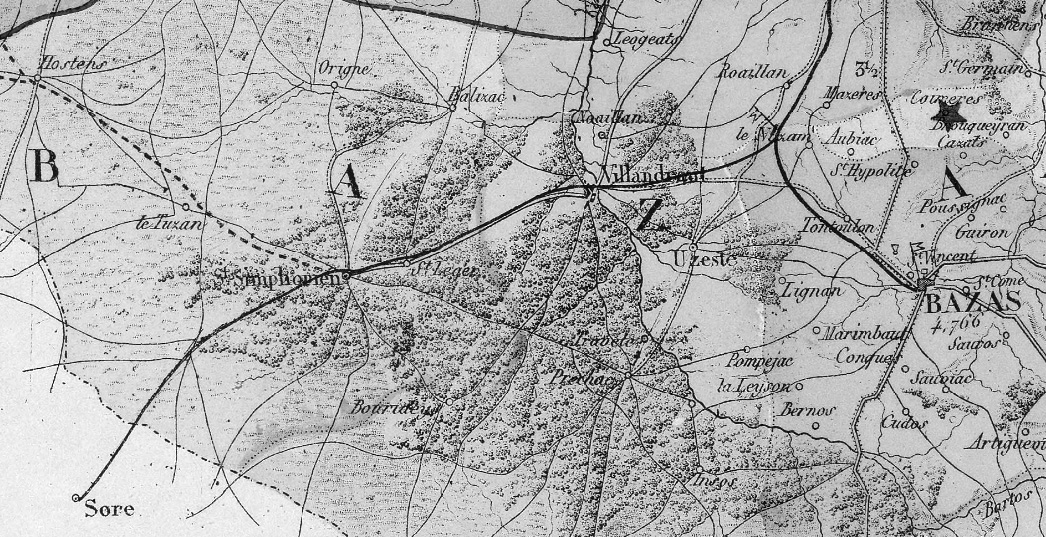
Plan de la ligne de Nizan à Sore en 1878.

L'exploitation débute avec deux machines tenders à six roues couplées et une voiture voyageurs à banquettes longitudinales avec des compartiments pour toutes les classes. Ce matériel roulant est complété par deux fourgons à bagages, deux wagons fermés et quatre plateformes à traverses pivotante pour le transport des pièces de charpente. La Compagnie du Midi complète le matériel roulant pour les marchandises suivant les besoins.

### Prolongement de Saint-Symphorien à Sore

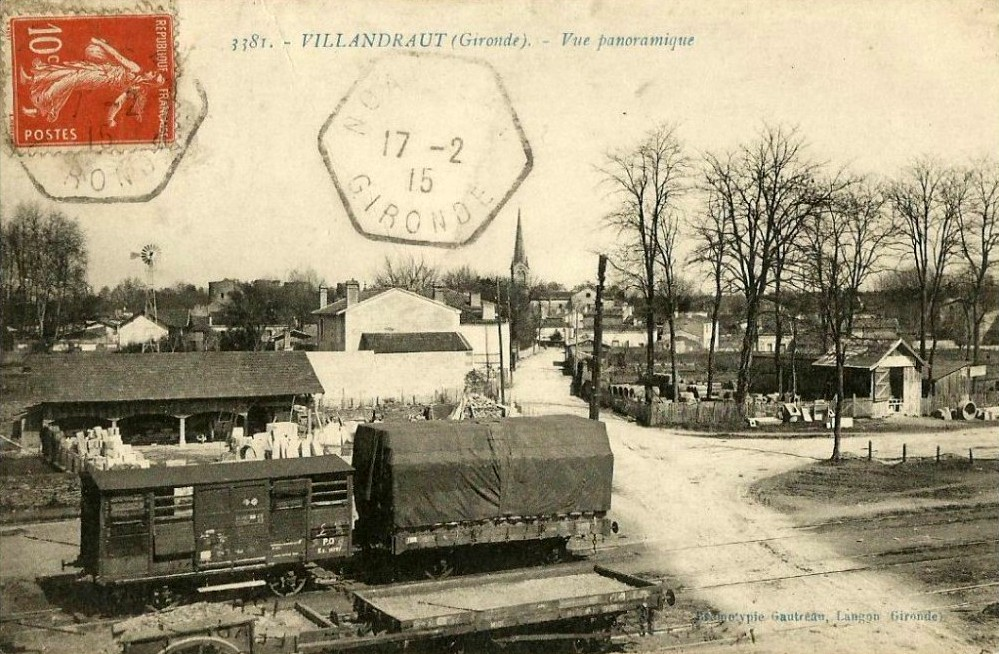
La gare de Villandraut.

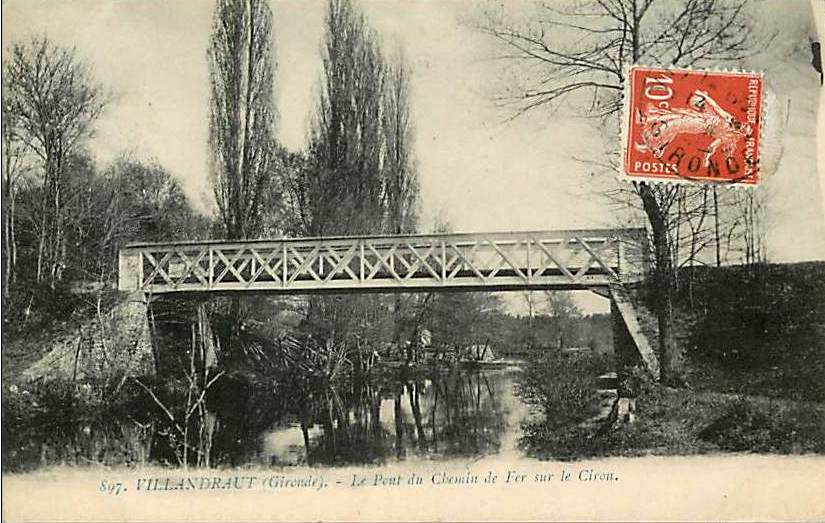
Le pont sur le Ciron à Villandraut.

Le prolongement de la ligne, venant de Nizan, vers le département des Landes, jusqu'à Sore, est déclaré d'utilité publique par un décret du 16 mars 1876, Le département de la Gironde a alloué aux concessionnaires une subvention de 17 200 francs. Le tracé définitif est approuvé par le préfet le 1er juin 1876.
Saint-Symphorien à Sore est ouvert à l'exploitation le 30 novembre 1876.

### Prolongement de Sore à Luxey
Le 10 janvier 1885, une loi déclare d'utilité publique l'établissement, dans le département des Landes, d'un chemin de fer d'intérêt local de Sore à Luxey, concédé par ce département à messieurs Faugère et Bernard.
Sore à Luxey est ouvert à l'exploitation le 6 septembre 1886. Permettant ainsi l'exploitation de la totalité de la ligne.

### Changement de concessionnaire
Le 28 mai 1881 le département de la Gironde a signé une convention avec la Société générale des chemins de fer économiques (SE) pour une concession du réseau des chemins de fer d'intérêt local dit « des Landes de la Gironde et du Blayais », où il est stipulé, dans l'article 20, que la ligne de Nizan sera, avec l'accord de ses concessionnaires, incorporée dans le réseau départemental, concédé à la SE, à partir de l'ouverture de l'exploitation de la section comprise entre Saint-Symphorien et Beautiran.
La SE et messieurs Faugère et Bernard signent une convention le 30 novembre 1886 pour la rétrocession pour les chemins de fer de Nizan à Saint-Symphorien et à Sore et de Sore à Luxey. Le 4 décembre, de cette même année, la SE demande l'approbation de cette rétrocession. Cette demande est favorablement retenue, un décret du 14 novembre 1887 autorise la société SE à engager son capital social dans l'entreprise d'exploitation de la ligne et approuve la substitution, des concessionnaires, comme le prévoyait la convention de 1886.

### Exploitation par la société SE
Elle dispose d'ateliers à côté de la gare de Saint-Symphorien.

### Les fermetures
La fermeture du service des voyageurs est effectuée par section en 1950 et 1954 : de Nizan à Saint-Symphorien le 31 décembre 1950, de Saint-Symphorien à Sore le 19 janvier 1954, et la totalité de la ligne le 31 décembre 1954 avec la fermeture du dernier tronçon entre Sore et Luxey.
Le service des marchandises résiste plus longtemps, car à part le tronçon de Nizan à Villandraut fermé pendant l'été 1951, les circulations vont se poursuivre jusqu'aux années 1970. Saint-Symphorien à Luxey est fermée le 31 décembre 1970 et  la fermeture de Villandraut à Saint-Symphorien, le 30 novembre 1978, la fin des dernières circulations de cette ligne.

### État actuel
La ligne est une voie verte goudronnée de Nizan à Saint-Symphorien dans la continuité de celle de Langon à Captieux par Nizan et Bazas et de celle de Saint-Symphorien à Mios. Aucun aménagement n'a été réalisé de Saint-Symphorien à Luxey.